# Fajã das Barreiras
Encontra-se entre a Fajã do Ginjal e a Fajã do Cavalete, pertence à freguesia da Ribeira Seca, Concelho da Calheta, costa Sul da ilha de São Jorge.
Antigamente o acesso a esta fajã era feito através de vários carreiros toscos existentes na falésia que se eleva a mais de 700 metros.
Actualmente é necessário ir pelo calhau e esperar a maré baixar para passar, com dificuldade, alguns locais. Os carreiros existentes foram destruídos pelo terramoto de 1980.
O sítio é bastante conhecido dos pescadores, tanto de pedra, como de barco, visto ter abundância de peixe de fundo.
Esta fajã tem duas bonitas baías: a Baía do Salto e Baía do Cedro, onde desaguam ribeiras com os mesmos nomes. A divisão destas baías é feita pela Ponta das Barreiras e pela Ponta do Leão.
A Ribeira do Salto tem este nome porque se precipita de uma altura de mais de 30 metros, sem tocar na rocha a pique que lhe fica por detrás, podendo-se passar entre esta e a cortina de água que bate no calhau.
Na Baía do Salto brota uma fonte. Esta fajã pertence a habitantes dos Lourais que passavam lá algum tempo, durante o Inverno, para a pesca e o cultivo das terras. No Verão iam para as vindimas.
Aqui existiam antigamente cerca de doze adegas.
Abandonada, a natureza ocupou o seu lugar, o que fez que a fauna e a flora tenham voltado a ser muito variados.